# Mary Byrne (Squashspielerin)
Mary Byrne (* 1955 oder 1956), nach Heirat Mary Sceney, ist eine ehemalige irische Squashspielerin.

## Karriere
Mary Byrne war in den 1980er-Jahren auf der WSA World Tour aktiv. Ihre beste Platzierung in der Weltrangliste erreichte sie mit Rang 14 im Februar 1988. Mit der irischen Nationalmannschaft nahm sie 1983, 1985 und 1987 an der Weltmeisterschaft teil, zudem stand sie mehrfach im Kader bei Europameisterschaften. 1984 und 1985  belegte sie mit der Mannschaft bei den Europameisterschaften jeweils den zweiten Platz.
Bei Weltmeisterschaften im Einzel stand Byrne 1983, 1985 und 1987 jeweils im Hauptfeld und erzielte ihr bestes Resultat 1985 mit dem Einzug ins Achtelfinale. In diesem unterlag sie Jan Miller in vier Sätzen. Von 1981 bis 1986 war sie national die Nummer eins.
Nach ihrer aktiven Karriere wurde sie in verschiedenen Altersklassen zweimal Senioren-Weltmeisterin. Sie ist verheiratet und lebt mit ihrem Mann und ihren drei Kindern in Australien.

## Erfolge
- Vizeeuropameisterin mit der Mannschaft: 1984, 1985